# Takaroa
Takaroa è un atollo appartenente all'arcipelago delle Isole Tuamotu nella Polinesia francese. La sua laguna interna si estende su una superficie di 93 km².L'atollo Takaroa ha 1 105 abitanti. Il villaggio principale è Teavaroa.

## Storia
I primi europei di cui si abbia notizia a giungere a Takaroa furono gli esploratori olandesi Jacob Le Maire e Willem Schouten il 14 aprile 1616, durante il loro viaggio nel Pacifico. Essi chiamarono quest'atollo Sondergrond Island.
L'aeroporto territoriale di Takaroa è stato inaugurato nel 1986.

## Amministrazione
Il comune di 'Takaroa' si compone degli atolli di Takaroa e Takapoto, e dell'isola di Tikei.